# Diocesi di Cidonia

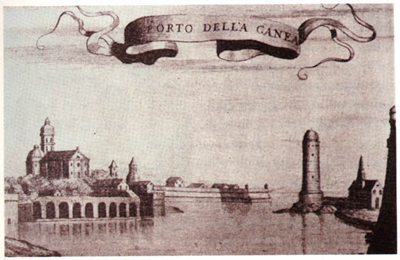
Veduta del porto di La Canea e della cattedrale latina della Vergine Maria in una stampa di Coronelli del 1689.

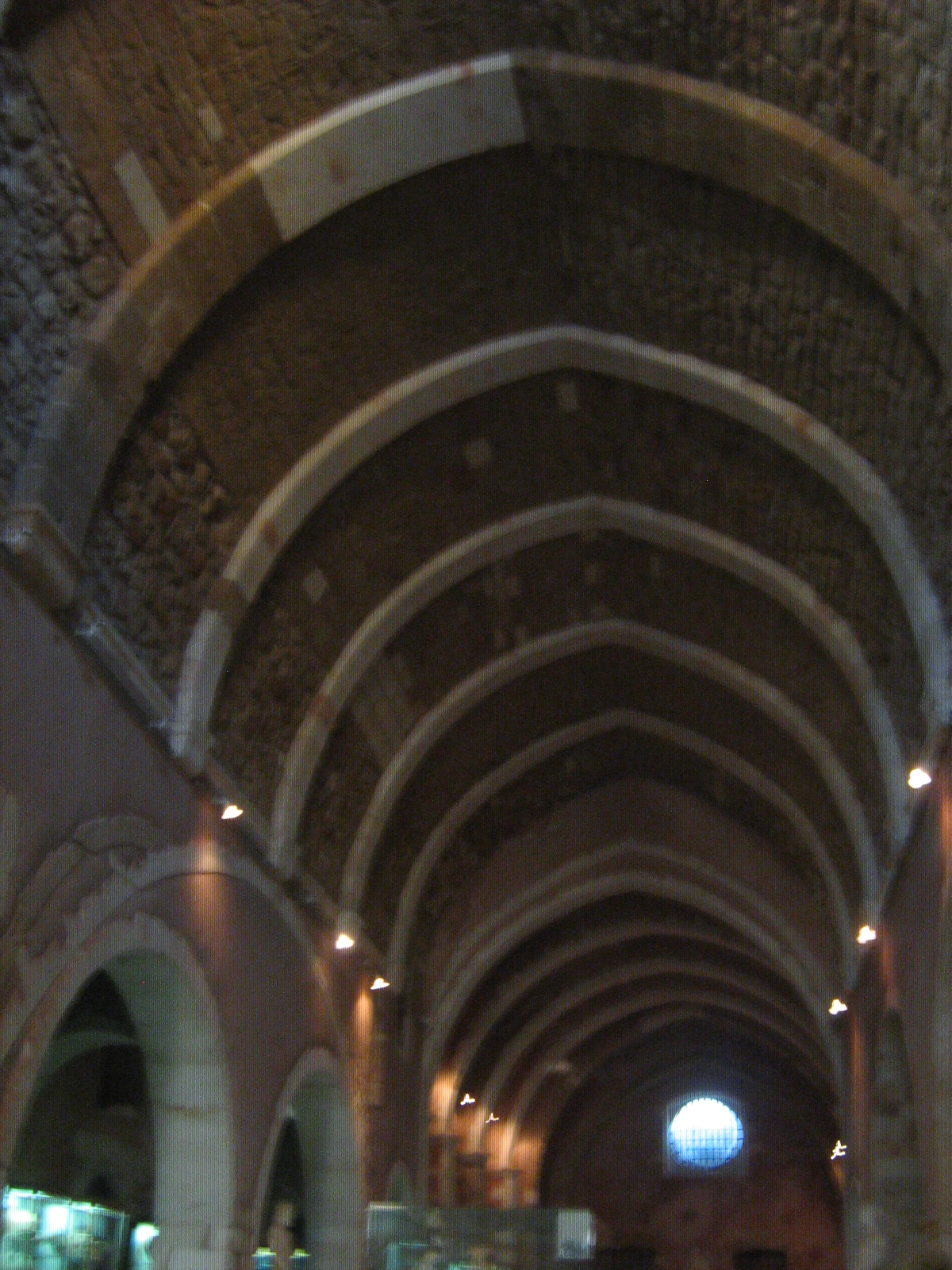
La volta della chiesa francescana di San Francesco alla Canea, oggi sede del museo archeologico cittadino.

La diocesi di Cidonia (in latino: Dioecesis Cydoniensis) è una sede soppressa e sede titolare soppressa della Chiesa cattolica.
Durante la dominazione veneziana sull'isola, la sede era nota con il nome di diocesi di Agia (Agiensis) o diocesi della Canea (Caneensis).

## Storia

### Diocesi greca di Cydonia/Aghia
Cidonia, corrispondente all'odierna città di La Canea, è un'antica sede vescovile di Creta, suffraganea dell'arcidiocesi di Gortina nel patriarcato di Costantinopoli.
Tre sono i vescovi noti di questa diocesi in epoca antica: Sebone, episcopus Doniae, sottoscrisse nel 458 la lettera dei vescovi di Creta all'imperatore Leone in seguito all'uccisione del patriarca alessandrino Proterio; Niceta prese parte al concilio in Trullo del 692; Melitone fu uno dei padri del concilio di Nicea del 787.
Nell'820 Creta fu conquistata dagli Arabi, che vi fondarono un emirato sopravvissuto fino al 961, quando l'isola venne ripresa dai Bizantini; questi restaurarono le strutture cristiane, che erano state soppresse durante il periodo arabo, e le antiche sedi vescovili. In questa fase della storia ecclesiastica dell'isola, l'antica sede di Cydonia è nota anche con il nome di "diocesi di Aghia"; secondo Gerola, la distruzione dell'antica città episcopale ad opera degli Arabi aveva imposto la scelta di una nuova sede per i vescovi, la città di Aghià Episkopì.
Questa variazione nel nome della diocesi sembra essere documentata dalle Notitiae Episcopatuum del patriarcato di Costantinopoli: le Notitiae del IX e X secolo hanno il nome di Kydonias, mentre nella Notitia del XII secolo si trova il titolo di Aghias, ma è assente quello di Kydonias.
Non sono noti vescovi del secondo periodo bizantino.

### Diocesi latina di Aghia/La Canea
In seguito alla conquista veneziana dell'isola (1212), le diocesi greche esistenti furono amministrate dai vescovi di rito latino e sottomesse al metropolita latino dell'arcidiocesi di Candia. Anche ad Aghia fu istituito un vescovato di rito latino, la dioecesis Agiensis, documentata per la prima volta con il vescovo Marino Geremia nel 1282. Ad Aghià Episkopì si trovava la cattedrale dedicata alla Vergine Maria.
Durante la dominazione veneziana, la città di La Canea, sorta sulle rovine dell'antica Cydonia, divenne uno dei poli militari ed economici del ducato di Candia e ben presto i vescovi di Aghia vi trasferirono la loro sede, ritornando «per tal modo all'originaria sede del primo periodo bizantino». Non si conosce la data esatta del trasferimento di sede: «fin dal 1336 però troviamo memoria di un episcopus Agiensis de la Canea; e più esplicitamente nel 1418 si nomina un episcopatus Agiensis civitatis Canee, il che vuol dire che la traslazione della sede Agiense nella città di Canea è già anteriore a quest'età».
A La Canea fu edificata una nuova cattedrale dedicata anch'essa alla Vergine Maria, trasformata in moschea all'arrivo degli Ottomani nel XVII secolo, successivamente rimaneggiata più volte. Di essa restano alcune stampe d'epoca, tra cui quella di Giorgio Corner del 1625 e quella di Coronelli del 1689. Nel 1621 la cattedrale aveva un capitolo composto di dieci canonici; la città episcopale contava all'incirca 10.000 abitanti, di cui 2.000 erano latini, gli altri greci.
Alla Canea sono documentate una quindicina di chiese di rito latino, tra cui 6 legate a monasteri di ordini religiosi: le chiese francescane di San Francesco, oggi sede del museo archeologico della città, e del Santissimo Salvatore; la chiesa agostiniana di Santa Maria della Misericordia e quella domenicana di San Nicolò; la chiesa di Santa Chiara delle Monache clarisse, documentata dal 1402, e quella delle domenicane di Santa Maria dei Miracoli, edificata nel 1606.
Nel 1645 La Canea, dopo un breve assedio, fu conquistata dagli Ottomani. Ebbe termine la diocesi latina, mentre contestualmente fu restaurata la diocesi greca, il cui primo vescovo documentato è Callinico nel 1683. La diocesi esiste tutt'oggi con il nome di "diocesi di Cydonia e Apokorone" con sede alla Canea.

### Sedi titolari latine
A partire dal XVIII secolo la Santa Sede istituì due sedi vescovili titolari distinte, chiamate rispettivamente Cydoniensis e Caneensis; entrambe le sedi furono soppresse nella prima metà del XX secolo. Nel 1874 papa Pio IX aveva restaurato una diocesi latina sull'isola, la diocesi di Creta, con sede alla Canea.

## Cronotassi dei vescovi residenziali

### Vescovi greci di Cidonia
- Sebone † (menzionato nel 458)
- Niceta † (menzionato nel 692)
- Melitone † (menzionato nel 787)

### Vescovi latini di Agia/La Canea
- Marino Geremia † (menzionato nel 1282)
- Matteo † (menzionato nel 1300 circa)
  - Giacomo † (? - 19 maggio 1311 nominato vescovo di Bisaccia) (vescovo eletto)[10]
- Tommaso, O.P. † (13 febbraio 1325 - 7 giugno 1325 nominato vescovo di Sutri)
  - Francesco Martini † (vescovo eletto)[11]
- Filippo † (25 giugno 1326 - dopo agosto 1336)
- Francesco † (documentato attorno al 1340/1342)[12]
- Antonio de Ricardo † (menzionato a maggio 1343)
- Reprandino (o Raimondo) di Santa Lucia[13], O.F.M. † (25 maggio 1352 - ?)
- Marco † (16 marzo 1364 - ? deceduto)
- Bartolomeo † (21 febbraio 1369 - dopo settembre 1375)
- Marco Contarini, O.Carm. † (12 luglio 1389 - ? deceduto)
- Caterino Barbo, O.F.M. † (12 ottobre 1390 - ? deceduto)
- Andrea Bon † (12 aprile 1396 - dopo marzo 1406 deceduto)
- Paolo Barozzi † (27 marzo 1411 - prima dell'11 giugno 1417[14] deceduto)
- Luca Grimani † (4 maggio 1418 - ? deceduto)
- Michele di Candia, O.P. † (1º ottobre 1451 - 1479 deceduto)[15]
- Antonio Orso † (prima del 1481 - 28 settembre 1511 deceduto)
- Bartolomeo Merula † (1º ottobre 1511 - dopo il 1513)
- Francesco de Molendina, O.F.M. † (24 luglio 1523 - ?)
- Agostino Donà † (prima del 7 ottobre 1524 - dopo il 12 marzo 1531 dimesso)
- Filippo Donà † (19 gennaio 1536 - circa 1565 dimesso)
- Alvise Dolfin † (26 ottobre 1565 - 12 o 15 dicembre 1587 deceduto)
- Domenico Bollani, O.P. † (29 gennaio 1588 - circa 1613 dimesso)
- Andrea Corbelli † (11 febbraio 1613 - ? deceduto)
- Giovanni Alberto Garzoni † (17 febbraio 1614 - 17 novembre 1618 deceduto)
- Giorgio Perpignani † (15 luglio 1619 - ? deceduto)
- Bernardo Florio (o Flores), O.S.C. † (7 giugno 1621 - 28 aprile 1642 nominato arcivescovo di Zara)
- Milano Benzi † (26 maggio 1642 - ? deceduto)
- Giorgio Mezzi † (19 novembre 1657 - ?)

## Cronotassi dei vescovi titolari

### Vescovi titolari di Cidonia
- Agostino Bruti † (20 settembre 1728 - 28 settembre 1733 nominato vescovo di Capodistria)
- Nicolas Navarre † (25 maggio 1735 - prima del 7 gennaio 1754 deceduto)
- Henri Hachette des Portes, O.Carm. † (21 luglio 1755 - 22 giugno 1772 confermato vescovo di Glandèves)
- Michał Jerzy Poniatowski † (12 luglio 1773 - 9 agosto 1773 succeduto vescovo di Płock)
- Gaetano Ginanni (Giannini) † (17 luglio 1775 - 15 dicembre 1777 nominato vescovo di Foligno)
- François Philippe Taboureau, O.S.B. † (1º giugno 1778 - ? deceduto)
- Tomás Díez Bedoya, O.F.M.Cap. † (19 dicembre 1825 - 26 dicembre 1851 deceduto)
- Joseph La Rocque † (6 luglio 1852 - 22 giugno 1860 nominato vescovo di Saint-Hyacinthe)
- George Butler † (18 giugno 1861 - 6 giugno 1864 succeduto vescovo di Limerick)
- José María de Jesús Yerovi Pintado, O.F.M.Obs. † (25 settembre 1865 - 2 aprile 1867 succeduto arcivescovo di Quito)
- Giovanni Battista Bagalà Blasini † (12 maggio 1868 - 3 aprile 1876 nominato vescovo di Grosseto)
- Francesco Vitagliano † (26 giugno 1876 - 30 marzo 1882 nominato vescovo di Nocera de' Pagani)
- Symphorien Charles-Jacques Mouard (Monard), O.F.M.Cap. † (8 agosto 1882 - 10 agosto 1888 nominato vescovo di Lahore)
- Angelo Boccamazzi † (23 giugno 1890 - tra il 5 febbraio e il 24 agosto 1896 deceduto)
- Teofilo Massucci, O.F.M.Ref. † (24 agosto 1896 - 10 maggio 1900 deceduto)
- Giuseppe Candido † (4 febbraio 1901 - 4 luglio 1906 deceduto)
- Władysław Bandurski † (26 settembre 1906 - 6 marzo 1932 deceduto)

### Vescovi titolari della Canea
- Václav Leopold Chlumčanský † (1º giugno 1795 - 29 marzo 1802 confermato vescovo di Litoměřice)[16]
- José Miguel Gordoa y Barrios † (19 ottobre 1830 - 28 febbraio 1831 nominato vescovo di Guadalajara)
- Jacobus Grooff † (20 settembre 1842 - 19 aprile 1852 deceduto)
  - Patrick Dowd, P.S.S. † (17 dicembre 1852 - ? dimesso) (vescovo eletto)
- Charles-Jean Seghers † (23 luglio 1878 - 28 settembre 1878 nominato arcivescovo titolare di Emesa)
- Nicolas Donnelly † (3 ottobre 1883 - 29 marzo 1920 deceduto)
- Edward Aleksander Władysław O'Rourke † (10 aprile 1920 - 21 dicembre 1922 nominato vescovo titolare di Pergamo)